# Bůhzdař
Bůhzdař je malá vesnice, část obce Zájezd v okrese Kladno ve Středočeském kraji. V roce 2011 zde trvale žilo třináct obyvatel.

## Historie
První písemná zmínka o vesnici pochází z roku 1602.

## Obyvatelstvo
| Rok            | 1869 | 1880 | 1890 | 1900 | 1910 | 1921 | 1930 | 1950 | 1961 | 1970 | 1980 | 1991 | 2001 | 2011 | 2021 |
| -------------- | ---- | ---- | ---- | ---- | ---- | ---- | ---- | ---- | ---- | ---- | ---- | ---- | ---- | ---- | ---- |
| Počet obyvatel | 47   | 48   | 45   | 49   | 120  | 101  | 106  | 77   | 41   | 32   | 18   | 15   | 12   | 13   | 22   |
| Počet domů     | 8    | 8    | 6    | 10   | 11   | 12   | 16   | 11   | 11   | 11   | 9    | 11   | 11   | 8    | 12   |

## Obecní správa
Při sčítání lidu v letech 1850–1953 Bůhzdař byl osadou města Buštěhrad, se kterým patřil nejprve do okresu Smíchov, ale od roku 1900 v okrese Kladno. V letech 1953–1979 byl částí obce Zájezd v okrese Kladno. Od 1. ledna 1980 do 23. listopadu 1990 byl částí obce Stehelčeves v okrese Kladno. Od 24. listopadu 1990 je opět částí obce Zájezd v okrese Kladno.

## Pamětihodnosti
- Opuštěný hliník u bývalé cihelny – odkryv pleistocenních spraší z období würmského glaciálu